# Praon unitum
Praon unitum är en stekelart som beskrevs av Mescheloff och Rosen 1989. Praon unitum ingår i släktet Praon och familjen bracksteklar. Inga underarter finns listade i Catalogue of Life.